# Parafia św. Michała Archanioła w Butrymańcach
Parafia św. Michała Archanioła w Butrymańcach (lit. Šv. arkangelo Mykolo parapija) – parafia rzymskokatolicka administracyjnie należąca do dekanatu solecznickiego archidiecezji wileńskiej. Według stanu na maj 2024 proboszczem parafii był ks. Juzef Aškielovič. 